# Punta Tepa
La Punta Tepa es una cabo ubicada en el sudoeste de la isla de Niue en la Polinesia, en el Océano Pacífico Sur. Se encuentra al sur del poblado de Avatele y representa el extremo sur de la bahía del mismo nombre.
- Datos: Q16623396